# Tunolovac udičar
Tunolovac udičar (eng. tuna clipper) je brod za lov na tunje udicom na štapu.
Na (američkoj) obali Tihog oceana ovako (tuna clipper) nazivaju brod dizelskog pogona, kojim se lovi tunje.
Na pramcu se nalazi palubna kabina, spremišta za mamce na krmi, željezna postolja na krmi s kojih su ribolovci ribali teškim štapovima od bambusa.
Najveći tunolovac udičar na svijetu bio je brod imena Mary E. Petrich, sagrađen u brodogradilištu Western Boat Building Company brodograditelja Martina Anthonyja Petricha, hrvatskog iseljenika, rodom iz Starog Grada na otoku Hvaru.